# رهبر اپوزیسیون (آلمان)
رهبر اپوزیسیون در آلمان رهبر پارلمانی قوی‌ترین جناح مخالف در پارلمان آلمان، بوندستاگ است. این عنوانی نامی است که در آیین‌نامه بوندستاک هیچ عملکرد رسمی ندارد. رهبر مخالفان معمولاً اولین کسی است که در طی یک مناظره به ارشدترین سخنگوی دولت پاسخ می‌دهد.
در حال حاضر آلکساندر گاولاند و آلیس وایدل از حزب آلترناتیو برای آلمان از سال ۲۰۱۷ رهبران مخالفان هستند.

## فهرست رهبران اپوزیسیون در آلمان از سال ۱۹۴۹ (جمهوری فدرال آلمان)
| #       | نام (تولد–وفات)                              | حزب | حزب                               | دوره تصدی        | دوره تصدی          | دوره تصدی      | صدراعظم                    |
| #       | نام (تولد–وفات)                              | حزب | حزب                               | در دست گرفتن سمت | ترک سمت            | طول دوره       | صدراعظم                    |
| ------- | -------------------------------------------- | --- | --------------------------------- | ---------------- | ------------------ | -------------- | -------------------------- |
| ۱       | کورت شوماخر (1895–1952)                      |     | حزب سوسیال دموکرات آلمان (SPD)    | ۷ سپتامبر ۱۹۴۹   | ۲۰ اوت ۱۹۵۲        | ۲ سال، ۳۴۸ روز | کنراد آدناور               |
| ۲       | Erich Ollenhauer (1901–1963)                 |     | حزب سوسیال دموکرات آلمان (SPD)    | ۲۷ سپتامبر ۱۹۵۲  | ۱۴ دسامبر ۱۹۶۳     | ۱۱ سال، ۷۸ روز | کنراد آدناور لودویگ ارهارد |
| ۳       | Fritz Erler (1913–1967)                      |     | حزب سوسیال دموکرات آلمان (SPD)    | ۱۹۶۳             | ۱۹۶۶               | ۲ سال، ۲۷۳ روز | لودویگ ارهارد              |
| ۴       | Knut von Kühlmann-Stumm (1916–1977)          |     | حزب دموکرات آزاد آلمان (FDP)      | ۱ دسامبر ۱۹۶۶    | ۲۳ ژانویه ۱۹۶۸     | ۱ سال، ۵۳ روز  | کورت گئورگ کیزینگر         |
| ۵       | Wolfgang Mischnick (1921–2002)               |     | حزب دموکرات آزاد آلمان (FDP)      | ۲۳ ژانویه ۱۹۶۸   | ۲۲ نوامبر ۱۹۶۹     | ۱ سال، ۲۷۲ روز | کورت گئورگ کیزینگر         |
| ۶       | راینر بارزل (1924–2006)                      |     | اتحادیه دموکرات مسیحی آلمان (CDU) | ۲۲ نوامبر ۱۹۶۹   | ۱۷ مه ۱۹۷۳         | ۳ سال، ۲۰۷ روز | ویلی برانت                 |
| ۷       | کارل کارستنس (1914–1992)                     |     | اتحادیه دموکرات مسیحی آلمان (CDU) | ۱۷ مه ۱۹۷۳       | ۱۳ سپتامبر ۱۹۷۶    | ۳ سال، ۱۱۹ روز | ویلی برانت هلموت اشمیت     |
| ۸       | هلموت کوهل (1930–2017)                       |     | اتحادیه دموکرات مسیحی آلمان (CDU) | ۱۳ سپتامبر ۱۹۷۶  | 1 October1982      | ۶ سال، ۱۸ روز  | هلموت اشمیت                |
| ۹       | هربرت ونر (1906–1990)                        |     | حزب سوسیال دموکرات آلمان (SPD)    | ۱ اکتبر ۱۹۸۲     | ۸ مارس ۱۹۸۳        | ۱ سال، ۱۵۸ روز | هلموت کوهل                 |
| ۱۰      | هانس یوخن فوگل (1926–2020)                   |     | حزب سوسیال دموکرات آلمان (SPD)    | ۸ مارس ۱۹۸۳      | ۱۲ نوامبر ۱۹۹۱     | ۸ سال، ۲۴۹ روز | هلموت کوهل                 |
| ۱۱      | Hans-Ulrich Klose (1937–)                    |     | حزب سوسیال دموکرات آلمان (SPD)    | ۱۲ نوامبر ۱۹۹۱   | ۱۰ نوامبر ۱۹۹۴     | ۲ سال، ۳۶۳ روز | هلموت کوهل                 |
| ۱۲      | رودلف شارپینگ (1947–)                        |     | حزب سوسیال دموکرات آلمان (SPD)    | ۱۰ نوامبر ۱۹۹۴   | ۲۶ اکتبر ۱۹۹۸ ۱۹۹۸ | ۳ سال، ۳۵۰ روز | هلموت کوهل                 |
| ۱۳      | ولفگانگ شویبله (1942–)                       |     | اتحادیه دموکرات مسیحی آلمان (CDU) | ۲۷ اکتبر ۱۹۹۸    | ۲۹ فوریه ۲۰۰۰      | ۱ سال، ۱۲۵ روز | گرهارد شرودر               |
| ۱۴      | فریدریش مرتس (1955–)                         |     | اتحادیه دموکرات مسیحی آلمان (CDU) | ۲۹ فوریه ۲۰۰۰    | ۲۲ سپتامبر ۲۰۰۲    | ۲ سال، ۲۰۶ روز | گرهارد شرودر               |
| ۱۵      | آنگلا مرکل (1954–)                           |     | اتحادیه دموکرات مسیحی آلمان (CDU) | ۲۲ سپتامبر ۲۰۰۲  | ۲۲ نوامبر ۲۰۰۵     | ۳ سال، ۶۱ روز  | گرهارد شرودر               |
| ۱۶      | ولفگانگ گرهارت (1943–)                       |     | حزب دموکرات آزاد آلمان (FDP)      | ۲۲ نوامبر ۲۰۰۵   | ۱ مه ۲۰۰۶          | ۱۶۰ روز        | آنگلا مرکل                 |
| ۱۷      | گیدو وستروله (1961–2016)                     |     | حزب دموکرات آزاد آلمان (FDP)      | ۱ مه ۲۰۰۶        | ۲۸ اکتبر ۲۰۰۹      | ۳ سال، ۱۸۰ روز | دولت اول آنگلا مرکل        |
| ۱۸      | فرانک والتر اشتاین‌مایر (1956–)               |     | حزب سوسیال دموکرات آلمان (SPD)    | ۲۸ اکتبر ۲۰۰۹    | ۱۶ دسامبر ۲۰۱۳     | ۴ سال، ۴۹ روز  | دولت دوم آنگلا مرکل        |
| ۱۹      | گرگور گیزی (1948–)                           |     | چپ (آلمان)                        | ۱۷ دسامبر ۲۰۱۳   | ۱۲ اکتبر ۲۰۱۵      | ۱ سال، ۲۹۹ روز | دولت سوم آنگلا مرکل        |
| ۲۰      | دیتمار بارچ (1958–) سارا واگن‌کنشت (1969–)    |     | چپ (آلمان)                        | ۱۲ اکتبر ۲۰۱۵    | ۲۴ اکتبر ۲۰۱۷      | ۲ سال، ۱۲ روز  | دولت سوم آنگلا مرکل        |
| ۲۱      | Alexander Gauland (1941–) آلیس وایدل (1979–) |     | آلترناتیو برای آلمان (AfD)        | ۲۴ اکتبر ۲۰۱۷    | 26 October 2021    | ۴ سال، ۲ روز   | دولت چهارم آنگلا مرکل      |
| ۲۳      | Ralph Brinkhaus (متولد ۱۹۶۸)                 |     | اتحادیه دموکرات مسیحی آلمان (CDU) | ۸ دسامبر ۲۰۲۱    | ۱۵ فوریه ۲۰۲۲      | ۶۹ روز         | دولت اولاف شولتس           |
| ۲۴ (۱۴) | فریدریش مرتس (متولد ۱۹۵۵)                    |     | اتحادیه دموکرات مسیحی آلمان (CDU) | ۱۵ فوریه ۲۰۲۲    | مستقر              | ۳ سال، ۲۲ روز  | دولت اولاف شولتس           |

## یادداشت
1. ↑  After the first Bundestag session following the 2021 federal election, the unofficial position of Leader of the Opposition was for the moment effectively vacant: the government-forming negotiations that eventually led to a coalition of the SPD, the Greens and the FDP were still underway, so the Merkel IV cabinet remained in office as a caretaker government, but the AfD was no longer the strongest non-government party, as the Greens held more seats in the Bundestag. Technically, then, the role of opposition leader would have fallen to the group leadership of the Greens, but as a party that would foreseeably soon enter government, they did not appear that way, and were not perceived that way in the media. There was no opposition leader again until 8 December with the election of Olaf Scholz as chancellor, which meant that Ralf Brinkaus, as leader of the largest opposition group, fell into this role.